# Pollyanna (singolo)
Pollyanna è il trentatreesimo singolo della cantante italiana Cristina D'Avena pubblicato nel marzo 1987 e distribuito da C.G.D. Messaggerie Musicali S.p.A.

## Il brano
Pollyanna è una canzone scritta Alessandra Valeri Manera su musica e arrangiamento di Carmelo Carucci, nonché sigla dell'anime omonimo.
La stessa base musicale è stata utilizzata nel 1988, in Francia, per la sigla Charlotte cantata da Claude Lombard e in Spagna nel 1990 per la versione spagnola alla quale è stato mantenuto il titolo italiano. Sul lato B del 45 giri italiano e sul lato B del 45 giri francese Charlotte è incisa la versione strumentale.
Nel 2018 la canzone è stata ricantata dall'artista con un nuovo arrangiamento e in duetto con Malika Ayane per l'album Duets Forever - Tutti cantano Cristina.

## Tracce
- LP: FM 13171

Lato A
Testi di Alessandra Valeri Manera, musiche di Carmelo Carucci.
1. Pollyanna – 2:39

Durata totale: 2:39
Lato B
Musiche di Carmelo Carucci.
1. Pollyanna (strumentale) – 2:39

Durata totale: 2:39

## Produzione
- Alessandra Valeri Manera – Produzione artistica e discografica
- Direzione Creativa e Coordinamento Immagine Mediaset – Grafica

## Produzione e formazione dei brani

### Pollyanna
- Carmelo Carucci – arrangiamento, tastiere
- Piero Cairo – sintetizzatore
- Giorgio Cocilovo – chitarre
- Paolo Donnarumma – basso
- Flaviano Cuffari – batteria
- I Piccoli Cantori di Milano – cori
- Niny Comolli – direzione cori
- Laura Marcora – direzione cori

#### Pollyanna (2018)
- Davide Tagliapietra – arrangiamento, tastiere, basso, chitarre, programmazione
- Will Medini – organo, pianoforte e programmazioni
- Simone D'Eusanio – violino
- Massimo Tagliata – fisarmonica

## Pubblicazioni all'interno di album e raccolte
Pollyanna è stata inserita all'interno di varie raccolte e album della cantante:
| Anno | Album                                                                           | Titolo    | Versione                                            |
| ---- | ------------------------------------------------------------------------------- | --------- | --------------------------------------------------- |
| 1987 | Fivelandia 5                                                                    | Pollyanna | Versione originale                                  |
| 1987 | Fivelandia TV                                                                   | Pollyanna | Videoclip utilizzato per la trasmissione televisiva |
| 1989 | Cristina D'Avena e i tuoi amici in TV 3                                         | Pollyanna | Versione originale                                  |
| 1991 | I grandi successi di Fivelandia                                                 | Pollyanna | Versione originale                                  |
| 1997 | Le fiabe più belle                                                              | Pollyanna | Versione originale                                  |
| 2000 | Cristina D'Avena e i tuoi amici in TV 13                                        | Pollyanna | Versione originale                                  |
| 2002 | Greatest Hits                                                                   | Pollyanna | Versione originale                                  |
| 2003 | Greatest Hits - Volume 1                                                        | Pollyanna | Versione originale                                  |
| 2004 | Cartoon Story                                                                   | Pollyanna | Versione originale                                  |
| 2005 | Cartoonlandia Girls                                                             | Pollyanna | Versione originale                                  |
| 2006 | Fivelandia 5 & 6                                                                | Pollyanna | Versione originale                                  |
| 2006 | Fivelandia 5                                                                    | Pollyanna | Versione originale                                  |
| 2008 | Boing Music Compilation                                                         | Pollyanna | Versione originale                                  |
| 2009 | Boing Cartoon Compilation                                                       | Pollyanna | Versione originale                                  |
| 2009 | Cartoonlandia - 70 sigle dei cartoni di Italia 1                                | Pollyanna | Base musicale con coro                              |
| 2011 | Il meglio di Cristina D'Avena                                                   | Pollyanna | Versione originale                                  |
| 2012 | Bim Bum Bam Compilation                                                         | Pollyanna | Versione originale                                  |
| 2015 | Fivelandia Story                                                                | Pollyanna | Versione originale                                  |
| 2017 | I grandi classici - Le sigle storiche dei cartoni di Canale 5, Italia 1, Rete 4 | Pollyanna | Versione originale                                  |
| 2018 | Duets Forever - Tutti cantano Cristina                                          | Pollyanna | Versione 2018 in duetto con Malika Ayane            |
| 2018 | Duets + Duets Forever – Tutti cantano Cristina                                  | Pollyanna | Versione 2018 in duetto con Malika Ayane            |
| 2019 | Fivelandia Reloaded - Volume 5                                                  | Pollyanna | Versione originale                                  |